# آشپزی چکی

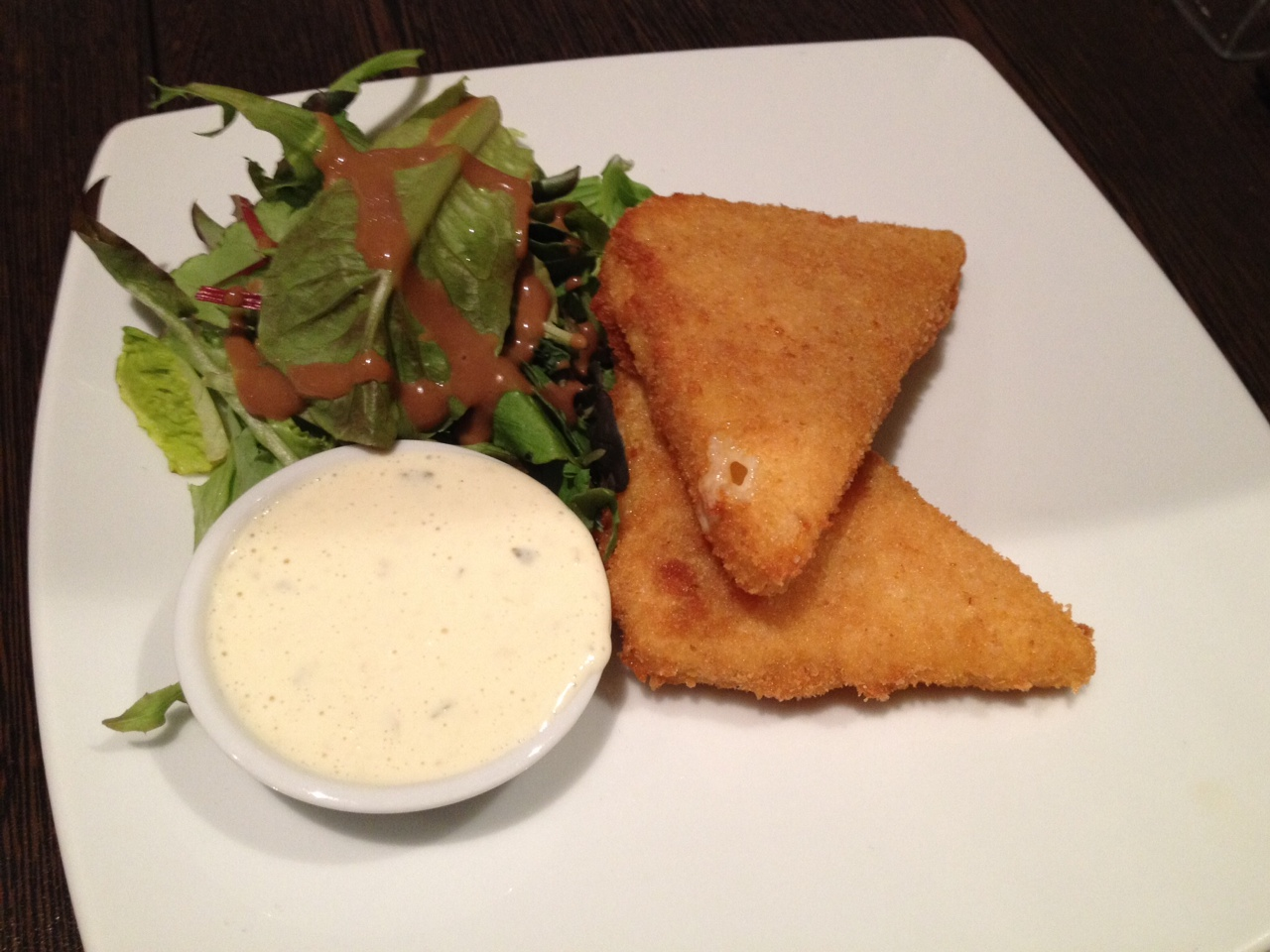
پنیر سوخاری، همراه با سس تارتار و سالاد

آشپزی چکی (به انگلیسی: Czech cuisine) از دو عامل، آشپزی کشورهای اطراف و ملت‌های آنها، تأثیر پذیرفته و آنها را نیز تحت تأثیر قرار داده‌است. بسیاری از کیک‌ها و شیرینی‌هایی که در اروپای مرکزی محبوب هستند، سرچشمه آنها سرزمین‌های چک می‌باشند. آشپزی امروز چک، نسبت به دوران گذشته مبتنی بر گوشت بیشتر می‌باشد، فراوانی گوشت دامپروری‌های حال حاضر، حضور آن را در آشپزی منطقه پربار نموده‌است. به‌طور معمول گوشت مصرفی، هفته ای یکبار و به‌طور عموم روزهای انتهایی هفته، خریداری می‌شود.
به‌طور معمول ساختار اصلی وعده‌های غذایی چک، از دو یا تعداد بیشتری غذای اصلی شکل گرفته‌است: به‌طور سنتی غذای ابتدایی سوپ است، دومی را غذای اصلی در نظر می‌گیرند، سومی هم غذای تکمیلی مانند دسر یا کمپوت است. در آشپزی چکی، سوپ غلیظ و بسیاری از انواع سس، هر دو از پایه‌های گوشت و سبزیجات پخته شده یا خورشتی، اغلب همراه با خامه بوده، هم چنین گوشت پخته شده در فر یا تنوری همراه با عصاره گوشت (سس گریوی)، غذاهای محبوب هستند که به‌طور معمول با آبجو، به ویژه پیلزنر، که مردم چک در دنیا، بیشترین مقدار مصرفی از این آبجو را دارند، همراه می‌باشد. آشپزی چکی از لحاظ غذای اصلی مطبوع و دسر دلنشین بسیار قوی است، که این ویژگی آنها در اروپای مرکزی همتا ندارد.

## غذاهای گوشتی
غذاهای سنتی چک از حیوانات، پرندگان و ماهی‌هایی که در مناطق اطراف پرورش می‌یابند، تهیه می‌شود.
بیشترین گوشت مصرفی، گوشت خوک است، که بیش از نیمی از گوشت مصرف شده را تشکیل می‌دهد.